# ميخاو كوبيشتال
ميخاو كوبيشتال (بالبولندية: Michał Kubisztal) مواليد 23 مارس 1980 في تارنوف، بولندا، هو لاعب كرة يد بولندي. مثل منتخب بولندا لكرة اليد.

## سجل المنافسة
شارك في البطولات التالية:
- بطولة أوروبا لكرة اليد للرجال 2014

## روابط خارجية
- ميخاو كوبيشتال على موقع الاتحاد الأوروبي لكرة اليد (الإنجليزية)